# Шевкет Тургут-паша
Шевкет Тургут-паша (тур. Şevket Turgut Paşa) (1857—1924) — османский военный и государственный деятель. Член младотурецкой партии «Единение и прогресс».

## Биография
Шевкет Тургут — уроженец Стамбула (Константинополя). В зрелом возрасте примкнул к младотурецкому движению. Некоторое время служил в Македонии. 19 апреля 1909 года Шевкет принял участие в походе младотурок на Стамбул, с целью пресечь контрреволюционный переворот Абдул-Гамида II. Он руководил захватом стамбульского дворца Йилдыз-сарай.
После того, как 15 мая 1909 года победители-младотурки (уже не скрывавшие своих шовинистических и мегаломанских установок) развернули кампанию против албанской национальной самобытности и ввели новые налоги, — косовский албанец Иса Болетини открыл партизанскую войну против Османской империи в Косове. В начале 1910 года Шевкет Тургут был направлен в Косово, в составе экспедиционного корпуса Джавид-паши и участвовал в боевых стычках с албанцами.
В том же 1910 году министр МВД Мехмед Талаат-паша провёл через Меджлис отмену «Закона за содружествах» и запретил формирование содружеств по национальному признаку. По всей империи были закрыты все национальные клубы. В Битольском вилайете поставленный во главе его Шевкет Тургут-паша провёл зверскую Разоружительную акцию (Обезоръжителната акция) против македонцев. Мирное население подвергалось издевательствам, часть руководителей Союза Болгарских конституционных клубов была заточена в тюрьмах Малой Азии, а иные бывшие революционеры ВМОРО убиты.
Шевкет Тургут-паша участвовал в Балканских войнах и в Первой мировой войне. В правительстве Дамада Ферид-паши Тургут-паша был министром внутренних дел, а потом в течение 10 дней — военным министром.
В декабре 1918 года в Стамбуле (Константинополе) была установлена военная администрация Антанты. Шевкет Тургут-паша в это время находился в столице. Вступил в подпольную националистическую организацию «Kuva-yi Milliye». В 1921 году был уличён в нелояльности Антанте и принуждён оставить военную службу. Умер 23 марта 1924 года в Стамбуле.